# ألفونسينا ستورني
ألفونسينا ستورني (بالإسبانية: Alfonsina Storni Martignoni)‏ شاعرة وكاتبة مسرحية أرجنتينية من أصل سويسري- إيطالي، وُلدت في سالاكابرياسكا في سويسرا في 29 مايو عام 1892. كانت واحدة من أهم الشعراء في أمريكا اللاتينية في حركة ما بعد الحداثة. تعكس حياة ستورني الشخصية صورة للتحيز الموجه ضد النساء المتميزات والثائرات على الأعراف والتقاليد البالية. تميزت أعمالها في بادئ الأمر بنوع من الرومانسية والخنوع، إلى أن تحول لاحقًا إلى شراسة وسخرية في كتاباتها الأخيرة. وبدورها، تُعبر ستورني عن التناقض بين رغبتها في مواجهة هادفة مع الجنس الآخر، ووعيها في نفس الوقت باستحالة حدوث ذلك. تُعد مسرحية سيد العالم تكرارًا لموضوع واحدة من أفضل قصائد ألفونسينا، ألا وهو موضوع ازدواجية الأخلاق، وتُعتبر في الوقت ذاته علامة فارقة في تاريخ الفن النسائي في المجتمع الأرجنتيني. وقد عُرضت لأول مرة في 10 مارس عام 1927 على مسرح ثيربانتس في بوينوس أيرس. ولاقت هجومًا شديدًا من النقاد، الذين لم يوجهوا نقدهم لعيوبها التقنية بل إلى موضوعها النسوي.

## حياتها
وُلدت عام 1892 لعائلة سويسرية إيطالية فقيرة، هاجرت إلى الأرجنتين، حيث تعرضت أعمال أسرتها التجارية إلى الفشل، مما أرغمهم إلى الهجرة إلى روزاريو في الأرجنتين عام 1907. كانت طفلة انفعالية حساسة سريعة الدموع، تعتقد أنها بشعة. عملت كنادلة في العاشرة من العمر، وفي الثالثة عشرة انخرطت في فرقة مسرحية وجابت أنحاء البلاد، حيث احتكت بالأدب الحديث، وحيث كتبت مسرحيتها الأولى قلب شجاع. عملت ستورني في مصنع للنسيج، بعد وفاة والدها. بعد المرحلة المسرحية، تابعت ألفونسينا دراسات في دار المعلمين وقررت أن تكرس وقتها لتعليم المعوقين عقليًا. كما بدأت تكتب في مجلات أدبية، نشرت أول دواوينها الشعرية عندما كانت في الثامنة عشرة عام 1916. بعدها وفي سن العشرين، ولدت ابنها، أليخاندرو، مجهول الأب في بوينس آيرس. وقد أصبحت امرأة مشهورة تقرأ الشعر في الأحياء الفقيرة في بلدها الأرجنتين. عملت كأمينة للصندوق في محلات تجارية قبل أن تُصبح بعد ذلك أستاذة في مدرسة اللغات الحية عام 1935 ببوينس آيرس. وتابعت كتابتها في المجلات. وصدر كتابها الأول قلق شجرة الورد، عام 1916 بعد صعوبات كبيرة في العثور على ناشر.
وعقب عودتها من رحلتها الثانية لأوروبا، اكتشف الأطباء أنها كانت مريضة بسرطان الثدي. وفي ليلة 25 أكتوبر 1938، خرجت من منزلها وانتحرت غرقًا في مار ديل بلاتا في الأرجنتين، بعد أن تركت قصيدة مكتوبة بلون أحمر على ورق أزرق تحت عنوان سأخلد للنوم الأبدي. وكان ذلك، قبل عامين من انتحار حبيبها الأول أوراثيو كيروجا.

## روابط خارجية
- ألفونسينا ستورني على موقع الموسوعة البريطانية (الإنجليزية)
- ألفونسينا ستورني على موقع ميوزك برينز (الإنجليزية)
- ألفونسينا ستورني على موقع ديسكوغز (الإنجليزية)